# Bataliony Etapowe
Bataliony Etapowe – oddziały etapowe, formacja graniczna II Rzeczypospolitej.

## Formowanie i zmiany organizacyjne
Bataliony etapowe powstały w 1919. Na obszarze Kordonu Granicznego Ministerstwa Spraw Wojskowych bataliony podlegały Naczelnemu Dowództwu Wojska Polskiego, Dowództwom
Okręgów Etapowych Armii, Dowództwom Powiatu Etapowego i brygadom etapowym.  Na obszarze Kordonu Granicznego Naczelnego Dowództwa WP podlegały kwatermistrzostwu 2 i 6 Armii, inspekcjom etapowym 2 i 6 Armii. Służbę graniczną pełniły 22 baony etapowe i 7 szwadronów żandarmerii polowej.

## Służba graniczna
Kordon Graniczny Ministerstwa Spraw Wojskowych na obszarach Dowództw Okręgów Generalnych Lwów, Lublin i Warszawa podzielony został na trzy odcinki. Każdy z odcinków obsadzony był przez trzy bataliony etapowe. Kordon zlikwidowany został w dwóch etapach: pierwszy i drugi odcinek w marcu 1921, a trzeci odcinek czerwcu 1921.
Kordon Graniczny Naczelnego Dowództwa WP ochraniał granicę północno-wschodnią i wschodnią. Kordon podzielony na siedem odcinków. Zlikwidowany został 30 kwietnia 1921 i został przesunięty na linię granicy państwa i przekształcił się w Kordon Wojskowy na byłym froncie wschodnim.

## Bataliony etapowe pełniące służbę graniczną
- I Warszawski batalion etapowy
- II Warszawski batalion etapowy
- III Warszawski batalion etapowy
- IV Warszawski batalion etapowy
- V Warszawski batalion etapowy
- VII Warszawski batalion etapowy
- I Kielecki batalion etapowy
- II Kielecki batalion etapowy
- III Kielecki batalion etapowy
- IV Kielecki batalion etapowy
- I Krakowski batalion etapowy
- II Krakowski batalion etapowy
- III Krakowski batalion etapowy
- IV Krakowski Batalion Etapowy
- V Krakowski Batalion Etapowy
- I Lubelski Batalion Etapowy
- II Lubelski Batalion Etapowy
- III Lubelski Batalion Etapowy
- IV Lubelski Batalion Etapowy
- V Lubelski Batalion Etapowy
- VI Lubelski Batalion Etapowy
- VII Lubelski Batalion Etapowy
- I Lwowski Batalion Etapowy
- II Lwowski Batalion Etapowy
- III Lwowski Batalion Etapowy
- IV Lwowski Batalion Etapowy
- V Lwowski Batalion Etapowy
- VI Lwowski Batalion Etapowy
- II Łódzki Batalion Etapowy
- III Łódzki Batalion Etapowy
- IV Łódzki Batalion Etapowy
- V Łódzki Batalion Etapowy
- VI Łódzki Batalion Etapowy
- I Poznański Batalion Etapowy
- II Poznański Batalion Etapowy
- III Poznański Batalion Etapowy
- IV Poznański Batalion Etapowy
- V Poznański Batalion Etapowy
- I Litewsko-białoruski Batalion Etapowy